# Robinson Crusoe en Marte
Robinson Crusoe en Marte (Robinson Crusoe on Mars) es una película de ciencia ficción norteamericana del 1964. La producción independiente es de Aubrey Schenck y la distribución de Paramount Pictures. Dirigida por Byron Haskin, la película es una versión de ciencia ficción de la clásica novela Robinson Crusoe de Daniel Defoe. Los protagonistas son Paul Mantee , Víctor Lundin y Adam West, este último más conocido por interpretar a Batman en la serie de televisión de los años 60. Una gran parte del metraje se rodó en Zabriskie Point, en el Valle de la Muerte de California. Para los efectos especiales se aprovecharon las astronaves marcianas de la película La guerra de los mundos, dirigida en 1953 por el mismo Haskin, añadiéndoles algunas variaciones.

## Argumento
La historia es muy parecida a la de la novela de Defoe. El astronauta Christopher Draper (Paul Mantee) de la primera misión tripulada a Marte tiene un accidente en el que muere su capitán. Una vez sobre el planeta rojo solo con la chimpancé Mona debe adaptarse para sobrevivir. Encontrará comida y agua y unas extrañas rocas en la superficie de donde puede extraer el oxígeno. A continuación encontrará un fugitivo (que Draper llamará "Viernes") un esclavo traído allí por una raza alienígena que utiliza la esclavitud para extraer minerales. Finalmente serán salvados por una misión de rescate llegada de la Tierra.
- Datos: Q2562723